# Shane O'Brien
Shane Joseph O'Brien (født 27. september 1960 i Auckland, New Zealand) er en newzealandsk tidligere roer og olympisk guldvinder.
O'Brien vandt en guldmedalje ved OL 1984 i Los Angeles i disciplinen firer uden styrmand sammen med Les O'Connell, Conrad Robertson og Keith Trask. I finalen henviste newzealænderne USA og Danmark til henholdsvis sølv- og bronzemedaljerne. Det var det eneste OL han deltog i.
O'Brien vandt desuden to VM-medaljer, en sølvmedalje i firer uden styrmand og en bronzemedalje i otter, begge ved VM 1986.

## OL-medaljer
- 1984:  Guld i firer uden styrmand